# Karim Robin
Karim Robin (sinh ngày 28 tháng 4 năm 1984 ở Saint-Vallier) là một cầu thủ bóng đá người Pháp, hiện tại thi đấu ở Championnat de France amateur cho Gap FC.
Robin từng đá bóng chuyên nghiệp ở Ligue 2 cho ASOA Valence.